# Nicolas de Grillié
Nicolas de Grillié ou de Grillet est le 58e évêque d'Uzès sous le nom de Nicolas II. Son épiscopat se situe de 1633 à 1660.

## Chronologie
| 1633. | Il fut nommé en avril par Louis XIII, dont il prononça l'oraison funèbre le 1er juin 1643, dans l'église des Augustins de Paris. |
| 1638. | Il introduit à Uzès les religieux de l'abbaye Sainte-Geneviève de Paris, et fait ensuite des efforts infructueux pour débarrasser le diocèse de cette corporation, dont la sécularisation ne put être définitivement obtenue que par Michel Poncet de la Rivière. Il entreprend la reconstruction de la cathédrale d'Uzès, terminée par son successeur. |
| 1644. | Il prononce le 8 juin à la Cathédrale Notre-Dame de Paris l'oraison funèbre du maréchal Jean-Baptiste Budes, comte de Guébriant. |
| 1655. | Il célèbre le 22 juin à Nîmes les obsèques de l'évêque Hector d'Ouvrier. |
| 1660. | Il meurt. |

Grillet porte d'azur à la fasce d'argent; un grillon d'or passant, en chef, et une étoile d'or en pointe´´.